# Taimak
Taimak Guarriello (nascido em 27 de junho de 1964), mais conhecido simplesmente como Taimak, é um campeão, ator e dublê de artes marciais americano, mais conhecido por seu papel principal como Leroy Green no filme cult de 1985 da Sony Pictures, O Último Dragão.